# نارین قلعه (اردبیل)
نارین قلعۀ اردبیل، قلعه‌ای مستحکم بوده‌ که درون شهر اردبیل و در کنار بالیقلی‌چای که در دورهٔ رضاشاه پهلوی در سال ۱۳۱۵ خورشیدی تخریب گردیده‌است. نارین قلعه که از قدمت و تاریخ ساخت آن اطلاع دقیقی در دست نیست، دژ حکومتی شهر اردبیل بود و در جنگ‌های ایران و روس و مرکز ذخیرهٔ لوازم جنگی بشمار می‌رفت. این قلعه در سال ۱۳۱۵ تخریب شد و متأسفانه بنای قابل توجهی از آن برجای نمانده‌است. این قلعه محل سکونت حاکمان شهر اردبیل بوده و پادگان و زندان شهر نیز در آنجا قرار داشت. از زمان دقیق ساخت آن اطلاع دقیقی در دست نیست، ولی احتمالا بنای آن به پیش از دوران صفویان باز می‌گردد.
این قلعه در زمان فتحعلی شاه قاجار و به دست هیأت نظامی فرانسوی به سرپرستی ژنرال گاردان تحکیم و بازسازی شد. این هیئت نظامی قلعه را با الزامات جنگ‌ها و جنگ‌افزاری جدید متناسب نمی‌دیدند و در نتیجه در اطراف آن باروی محکمی با برج‌های مستحکمی ساختند و افزون بر خندق قدیمی قلعه که در داخل دیوارهای جدیدتر قرار گرفته بود در بیرون آن نیز خندق عمیق و عریضی کندند و نهر آب را هم از محلهٔ شاه‌باغی شهر به آن بردند. این قلعه در جنگ‌های ایران و روس از مستحکم‌ترین مواضع دفاعی ایران و مهم‌ترین مرکز ذخیرهٔ لوازم جنگی بود.
از این قلعه به عنوان زندان هم استفاده می‌شده‌است. بسیاری از شاهزادگان و مدعیان پادشاهی قاجار و بعدها تعدادی از مجاهدان راه آزادی و مشروطه‌خواهان، مانند ستارخان در آن زندانی بوده‌اند.
در دورهٔ قاجار ابراهیم بیگ مراغه‌ای به اردبیل مسافرت کرده بوده و دربارهٔ نارین قلعه چنین می‌نویسد:» این قلعه بسیار محکم است، در دم دروازهٔ قلعه پیرمردی ایستاده بود؛ گویا توپچی و قراول است، شمشیری در دست بدیواری تکیه داشت. قلعه دو خندق مارپیچ دارد که در روی هر یک پلی برای آمد و شد مردم بسته‌اند. قلعه بسیار وسیع و عمارات حاکم‌نشین در درون قلعه است، مسجد عالی و حمامی دارد. ده الی دوازده عراده توپ در جاهای مختلف قلعه بود. در جنب توپخانه، سربازخانه بوده‌است.